# Francisco Barretto Júnior
Francisco Carlos Barretto Júnior (né le 31 octobre 1989 à Ribeirão Preto) est un gymnaste artistique brésilien.
Il fait partie de l'équipe brésilienne septième des Jeux olympiques de 2016 et des Championnats du monde de gymnastique artistique 2018. Il est aussi cinquième de la finale de barre fixe aux Jeux olympiques de 2016.